# Abd-ar-Rahman I ibn Abi-Muhàmmad
Abd-ar-Rahman (I) ibn Abi-Muhàmmad fou emir abdalwadita de Tlemcen (març a maig del 1411).
Va succeir al seu oncle Abu-Abd-Al·lah I per designació d'aquest, però no tenia cap suport popular ni entre la família. El seu oncle Saïd ibn Abi-Taixufín que era presoner dels marínides, va poder fugir del seu captiveri i es va presentar a Tlemcen alçant a la població. Al cap de poc més de dos mesos de regnat Abd-ar-rahman fou enderrocat i el seu oncle va pujar al tron.